# هاري أوليفر برادلي
هاري أوليفر برادلي هو سياسي كندي، ولد في 24 نوفمبر 1929 في ويلاند في كندا، وتوفي في 16 مارس 1990. حزبياً، نشط في الحزب الكندي التقدمي المحافظ. وقد انتخب عضو مجلس العموم الكندي.